# Franz Seraph Bedall
Franz Seraph Bedall (* 10. Februar 1781 in Sulzbach in der Oberpfalz; † 6. August 1851 in München) war ein bayerischer Generalmajor. 

## Leben
Franz Seraph Bedall wurde als Sohn des Landrichters Johann Michael Bedall geboren.
Am 20. Juli 1800 trat er als einfacher Soldat in das Infanterie-Leibregiment der Bayerischen Armee in Amberg ein. Kurz darauf wurde er zum Unteroffizier und am 4. Oktober 1800 zum Junker im 2. Infanterie-Regiment „Kronprinz“ befördert. In der weiteren Folge avancierte Bedall zum Leutnant und Stabsoffizier.
Er nahm an den Feldzügen der Jahre 1800, 1805, 1807, 1809, 1812, 1813, 1814 und 1815 teil und wurde mehrmals verwundet. Er war 1809 an den Gefechten bei Hallein beteiligt, als sich die Salzburger Freiheitskämpfer unter Schützenhauptmann Josef Struber erfolgreich den französisch-bayerischen Truppen widersetzten sowie 1812 an der Schlacht bei Polozk und 1814 bei der Schlacht bei Bar-sur-Aube. Für sein Wirken während der Befreiungskrieg wurde ihm das Veteranen-Denkzeichen sowie das Militärdenkzeichen für 1813/1815 verliehen.
1838 wurde er zum Oberstleutnant befördert und erhielt 1839 das Kommando über das 4. Jägerbataillon in Straubing. 1841 wurde zum Oberst und Kommandanten des 10. Infanterie-Regiments „Albert Pappenheim“ in Amberg befördert und ein Jahr später mit dem Ehrenkreuz des Ludwigsordens ausgezeichnet.
Am 31. März 1848 wurde er zum Generalmajor befördert und zum Vorstand des Armee-Monturdepots in München ernannt. In dieser Stellung erhielt Bedall am 20. Juli 1850 das Ritterkreuz des Verdienstordens vom Heiligen Michael.

## Schriften
- Das Tagebuch des Franz Seraph Bedall: geführet seit dem 20ten Juli 1800 nebst Verzeichnis aller mitgemachten Gefechte, Treffen und Schlachten. Biografie Verlag Ruth Damwerth, Münster 2010.